# 로슬리 도비

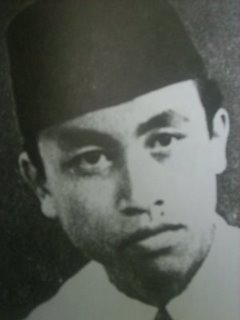

로슬리 도비(말레이어: Rosli Dhobi)는 사라왁의 민족주의자이자, 사라왁의 독립단체 루꾼 13(Rukun 13)의 지도자였다. 그는 영국령 사라왁의 총독 덩컨 조지 스튜어트를 암살한 것으로 유명하다.